# بخش آکسفورد (شهرستان اری، اوهایو)
بخش آکسفورد (به انگلیسی: Oxford Township) یک منطقهٔ مسکونی در ایالات متحده آمریکا است که در شهرستان ایری، اوهایو واقع شده‌است.
 بخش آکسفورد ۶۷٫۶ کیلومتر مربع مساحت و ۱٬۲۰۱ نفر جمعیت دارد و ۲۱۲ متر بالاتر از سطح دریا واقع شده‌است.